# Igor Podolak
Igor Tomasz Podolak – polski informatyk, doktor habilitowany nauk technicznych. Specjalizuje się w data mining, sieciach neuronowych, sztucznej inteligencji oraz systemach informatycznych. Adiunkt Instytutu Informatyki i Matematyki Komputerowej Wydziału Matematyki i Informatyki Uniwersytetu Jagiellońskiego.

## Życiorys zawodowy
Stopień doktorski w zakresie nauk ekonomicznych (specjalność: informatyka) uzyskał na Wydziale Elektrotechniki, Automatyki, Informatyki i Elektroniki Akademii Górniczo-Hutniczej w Krakowie w 1998 na podstawie pracy pt. Problemy reprezentacji danych w warstwowych sieciach neuronowych, przygotowanej pod kierunkiem prof. Ewy Dudek-Dyduch. Habilitował się na Wydziale Elektroniki Politechniki Wrocławskiej w 2014.
Swoje prace publikował w takich czasopismach jak m.in. „Expert Systems with Applications”, „Pattern Analysis and Applications” „Computational Intelligence”, „Pattern Recognition Letters", „Schedae Informaticae" oraz „TASK Quarterly”.